# Streepvarenfamilie
De streepvarenfamilie (Aspleniaceae) is een familie van varens. Er zijn uit België en Nederland in totaal negen inheemse soorten bekend, allen behorende tot de streepvarens (Asplenium) :
- Muurvaren (Asplenium ruta-muraria)
- Steenbreekvaren (Asplenium trichomanes)
- Tongvaren (Asplenium scolopendrium, synoniem: Phyllitis scolopendrium)
- Zwartsteel (Asplenium adiantum-nigrum)
- Schubvaren (Asplenium ceterach, synoniem: Ceterach officinarum)
- Noordse streepvaren (Asplenium septentrionale)
- Groensteel (Asplenium viride)
- Genaalde streepvaren (Asplenium fontanum)
- Forez-streepvaren (Asplenium foreziense)

De meest algemeen voorkomende soort van het geslacht Asplenium binnen België en Nederland is de muurvaren, gevolgd door de tongvaren en de steenbreekvaren. De genaalde streepvaren is enkel bekend uit België. De Forez-streepvaren daarentegen was vroeger bekend uit beide landen, maar komt momenteel enkel nog in Nederland voor.
Antigramma · Asplenium (Streepvaren) · Camptosorus · (Ceterach) · Diellia · Holodictyum · Hymenasplenium · Loxoscaphe · Pleurosorus · (Phyllitis) · Schaffneria · Sinephropteris · Thamnopteris